# Свеня Гут
Свеня Гут (нім. Svenja Huth, 25 січня 1991, Альценау) — німецька футболістка, Олімпійська чемпіонка. Нападник футбольного клубу «Потсдам» і національної збірної Німеччини.

## Ігрова кар'єра
24 лютого 2008 дебютувала в Бундеслізі в складі 1.ФК «Франкфурт». За підсумками дебютного сезону стала чемпіонкою Німеччини. Загалом за вісім сезонів у складі Франкфуртського клубу провела 122 матчі в яких забила 13 голів.
З сезону 2015/16 захищає кольори команди «Потсдам».

## Збірна
У складі юніорської збірної Німеччини провела 41 матч, забила 14 м'ячів.
У складі молодіжної збірної Німеччини, провела 16 матчів, забила 2 м'ячі. 
У складі національної збірної Німеччини дебютувала в 2011.
Олімпійська чемпіонка 2016.

## Титули і досягнення

### Клубні
1.ФК «Франкфурт»
- Чемпіонка Німеччини (1): 2008
- Володарка Кубка Німеччини (3): 2008, 2011, 2014
- Володарка Ліги чемпіонів (2): 2008, 2015

### Збірна
- Чемпіонка Європи серед юніорок (U-17) (1): 2008
- Чемпіонка світу серед юніорок (U-20) (1): 2010
- Чемпіонка Європи (1): 2013
- Олімпійська чемпіонка (1): 2016.